# British Columbia
British Columbia, B.C. eller BC, (franska: Colombie-Britannique, C-B) är Kanadas näst västligaste provins efter Yukon och omfattar bland annat landets Stillahavskust. Provinsen blev 1871 den sjätte som anslöt sig till den kanadensiska konfederationen. 2012 hade British Columbia en befolkning på 4 622 000, varav 84 000 bodde i huvudstaden Victoria (376 000 invånare i storstadsområdet) och omkring 666 000 i provinsens största stad Vancouver (2,4 miljoner invånare i storstadsområdet).
British Columbia är den till ytan tredje största provinsen i Kanada, efter Quebec och Ontario, och dess ytan upptar 10 % av hela landets yta.

## Geografi
British Columbia är den västligaste av Kanadas provinser, och upptar hela Kanadas Stillahavskust. Den gränsar i nordväst till den amerikanska delstaten Alaska, i norr mot Yukon och Nordvästterritorierna, i öst mot Alberta och i söder mot de amerikanska delstaterna Washington, Idaho och Montana längs med den gräns som etablerades genom Oregonfördraget 1846. British Columbias huvudstad Victoria ligger på Vancouver Islands södra ände och provinsens största stad Vancouver på fastlandet i provinsens sydvästra hörn. Andra betydande städer är Surrey, Burnaby, Coquitlam, Richmond, Delta och New Westminster i Lower Mainland, Abbotsford och Langley i Fraser Valley, Nanaimo på Vancouverön samt Kelowna och Kamloops i Interior. 
Klippiga bergen och fjordarna längs med sjöfartsleden Inside Passage utgör en stor del av British Columbias berömda och spektakulära landskap som är en viktig utkomst för provinsens växande ekoturistindustri. Okanagandalen är en av Kanadas tre vinprovinser men ytterst lite av det vin och den cider som produceras går på export. Städerna Lillooet, Lytton, Oliver och Osoyoos har de varmaste sommardagarna i Kanada.
Den höga bergskedjan på Vancouverön har skapat ett fuktigt klimat på oceansidan och ett torrare klimat på nordöstsidan. Därav är större delen av ön täckt av tempererad (icke-tropisk) regnskog, ett av få liknande ekosystem i världen. Liknande klimat kan ses längs Norges sydvästkust, Japan, Koreahalvön och på Nya Zeeland. Större delen av provinsens fastland, i synnerhet i norr, har dock kalla vintrar med mycket snö. Kusten och Vancouverön får genom Stillahavsvindarna ett tempererat klimat. I inlandet kan temperaturen sommartid vara mycket hög och flera områden klassificeras som öken, bland annat områdena kring städerna Osoyoos och Lillooet. Flera orter i British Columbia konkurrerar om titeln "Kanadas hetfläck" med temperaturer på över 40 °C.
Utanför British Columbias kust ligger, förutom Vancouver Island, också ögruppen Haida Gwaii och flera andra öar.

## Historia
Den första europé som upptäckte British Columbia var spanjoren Juan José Pérez Hernández. Alexander Mackenzie blev den förste upptäcktsresande som nådde området landvägen. British Columbia kallades tidigare New Caledonia och ägdes av Hudson Bay Company, som 1846 anlade den första staden i området, Victoria. Vid mitten av 1800-talet genomgick omfattande administrativa förändringar, och i juli 1871 uppgick British Columbia i som en provins i dominionen, vilket förenklades av järnvägsnätets utbyggnad. Guld upptäcktes 1858 i British Columbia, vilket bidrog till en stor inflyttning i området.

## Politik och styre
Provinsen har en lagstiftande församling, British Columbias lagstiftande församling (engelska: Legislative Assembly of British Columbia), med en kammare och 87 ledamöter som väljs i enmansvalkretsar. Val hålls vart fjärde år den tredje lördagen i oktober, men nyval kan ske om antingen den styrande majoriteten tror att det gynnar dem alternativt att den förlorat en misstroendevotum. Parlamentsbyggnaden i Victoria på Vancouver Island är den lagstiftande församlingens säte.
Den kanadensiska monarken representeras i provinsen av British Columbias viceguvernör (engelska: Lieutenant Governor of British Columbia) som ger kunglig sanktion till lagförslag och utför andra huvudsakligen representativa plikter. Viceguvernören utser British Columbias premiärminister (engelska: Premier of British Columbia) bland ledaren för det parti med egen majoritet eller i ledningen för en koalition av partier.

## Galleri

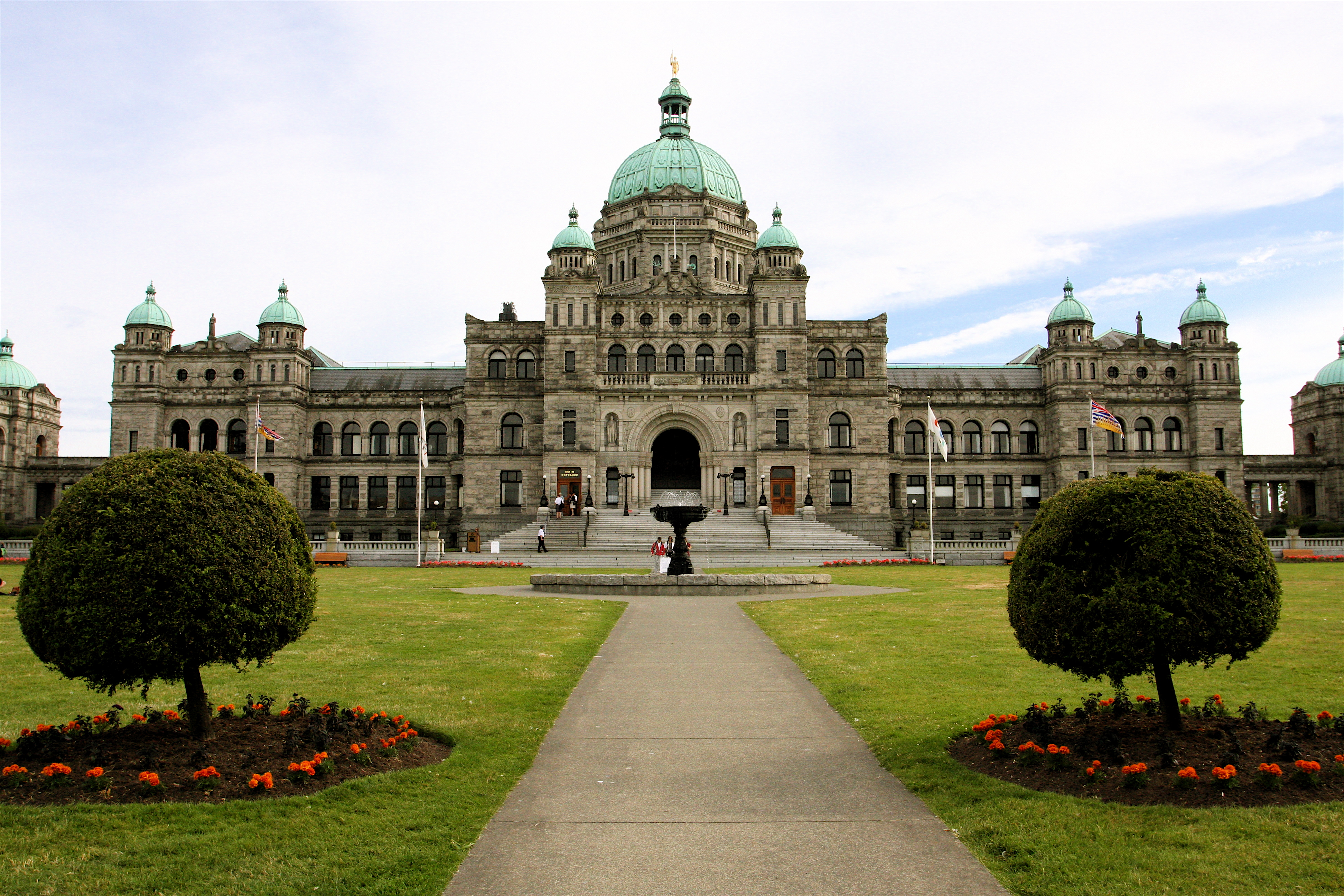
Parlamentsbyggnaden i Victoria.
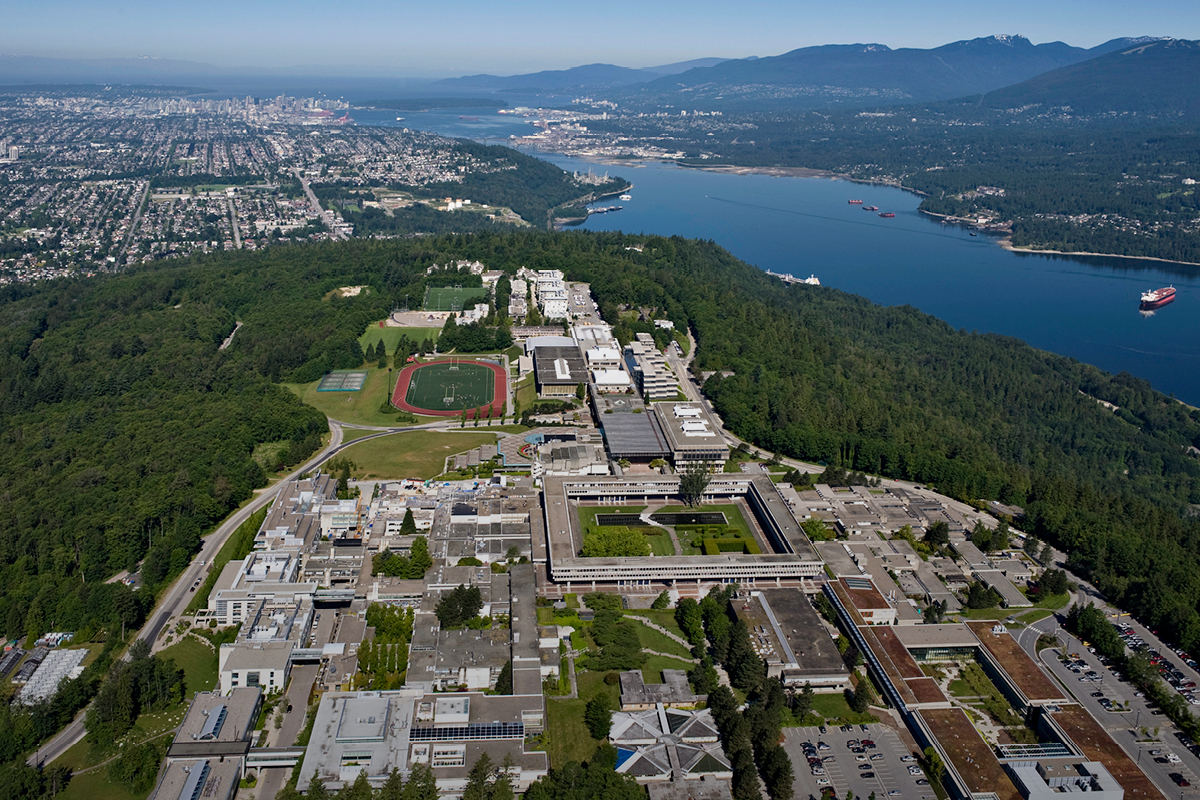
Campuset i Burnaby för Simon Fraser University med vy västerut mot Vancouver.
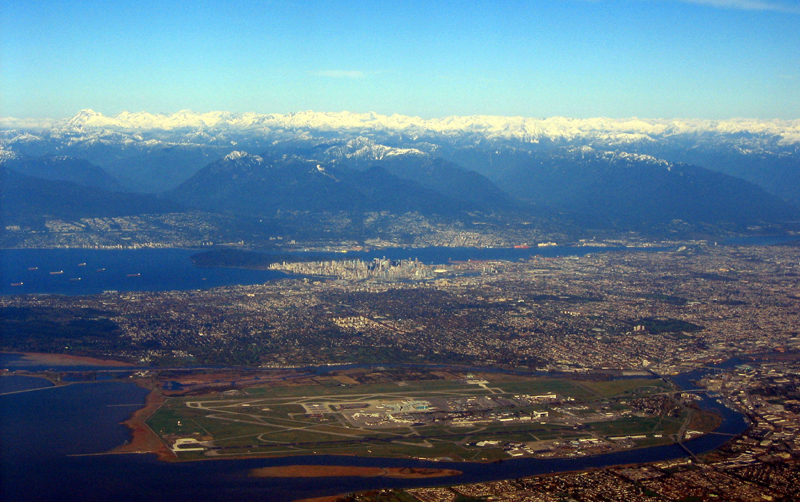
Vancouver International Airport, Storstadsområdet Vancouver och North Shore Mountains från söder.
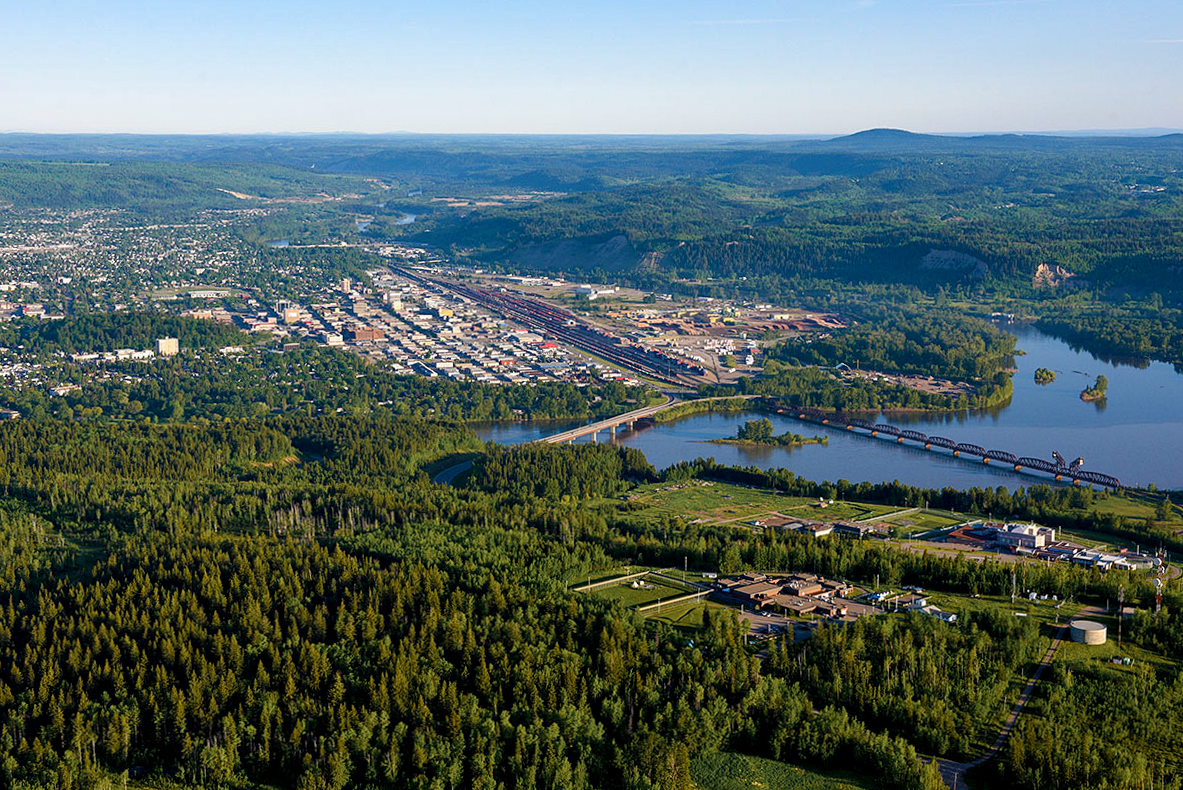
Staden Prince George i provinsens inland.
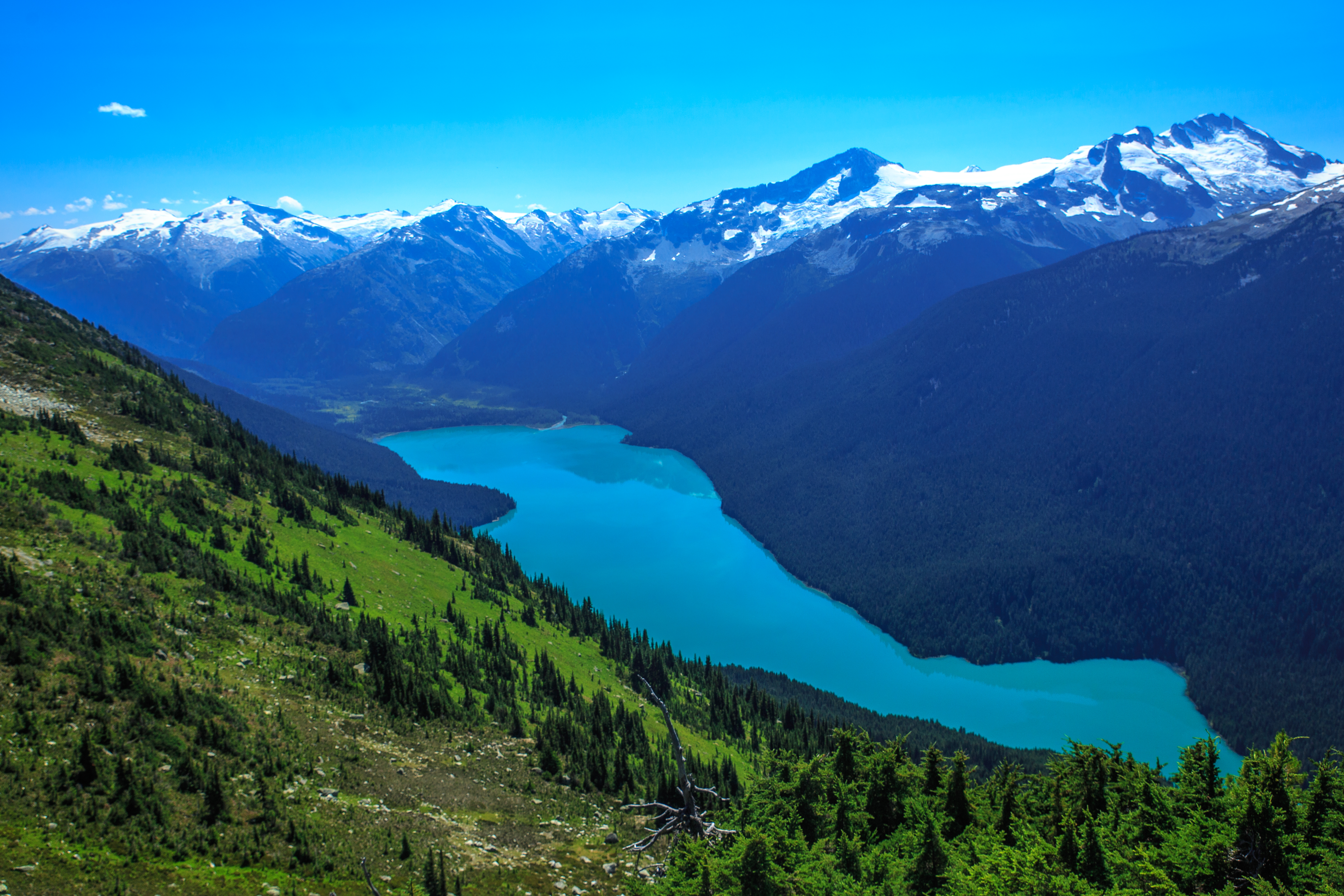
Cheakamus Lake i Garibaldi Park.
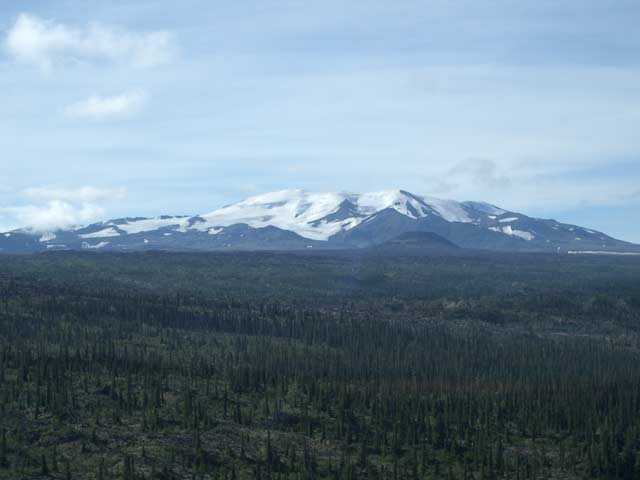
Mount Edziza i provinsens norra del.
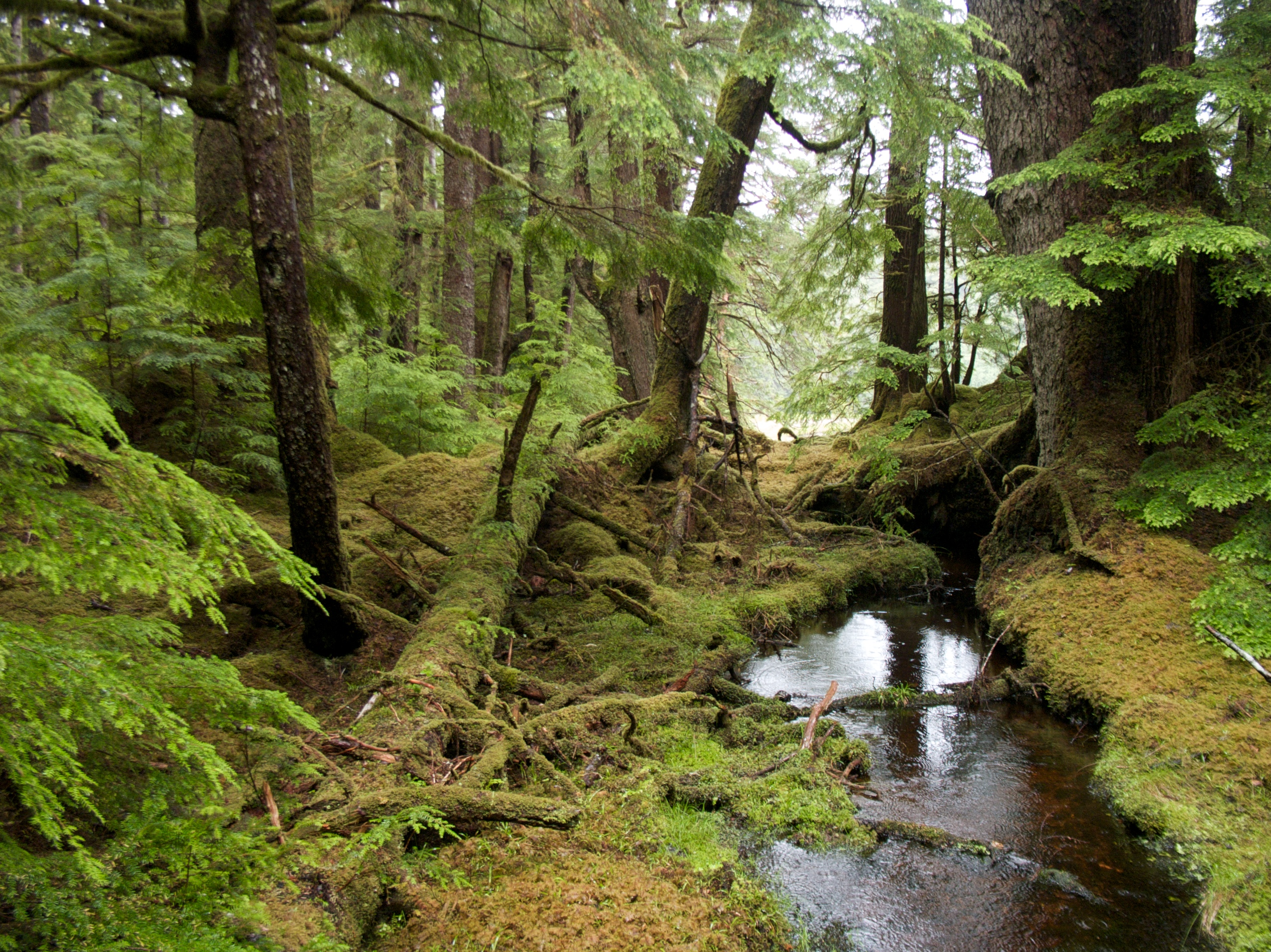
Tempererad regnskog i Gwaii Haanas.